# Braulio Méndez
Braulio Méndez (1837 - 1908) fue un médico y político mexicano, nacido en Izamal, Yucatán y muerto en la misma ciudad. Fue siete veces Presidente Municipal de su ciudad natal y dos veces gobernador interino de Yucatán, cubriendo en ambos casos ausencias temporales del gobernador constitucional, Olegario Molina.

## Datos históricos
Estudió en la ciudad de Mérida la carrera de medicina, habiendo obtenido su doctorado en 1862. En su ciudad natal alternó el ejercicio de la medicina con las actividades políticas fungiendo en 7 ocasiones como Presidente Municipal de Izamal. Fue también nombrado en dos ocasiones Jefe Político del entonces denominado Partido Político de Izamal, una de las 4 grandes jurisdicciones políticas en que estaba dividido el estado de Yucatán antes de la separación del territorio de Quintana Roo que ocurrió en 1902.
Ocupó interinamente la gubernatura de Yucatán en dos ocasiones, cubriendo ausencias del gobernador Olegario Molina, quien en varias ocasiones, por motivos de viaje, debió separarse de su encargo. Braulio Méndez fue designado para cubrir dos interinatos de julio a octubre de 1904 y de julio a noviembre de 1905.
Durante sus diversas gestiones en Izamal como alcalde de la ciudad, intentó dotar a la Ciudad de los Cerros de una vía pública parecida al Paseo de Montejo en Mérida, pero, a pesar de sus esfuerzos, por motivos económicos la obra no fue nunca completada.